# Ровенский завод высоковольтной аппаратуры
Ровненский завод высоковольтной аппаратуры (РЗВА), нынешнее название ООО «Высоковольтный союз-РЗВА» — электротехнический завод, находящийся в г. Ровно, (Украина), проектирует и производит коммутационную высоковольтную аппаратуру, комплектные распределительные устройства (КРУ).

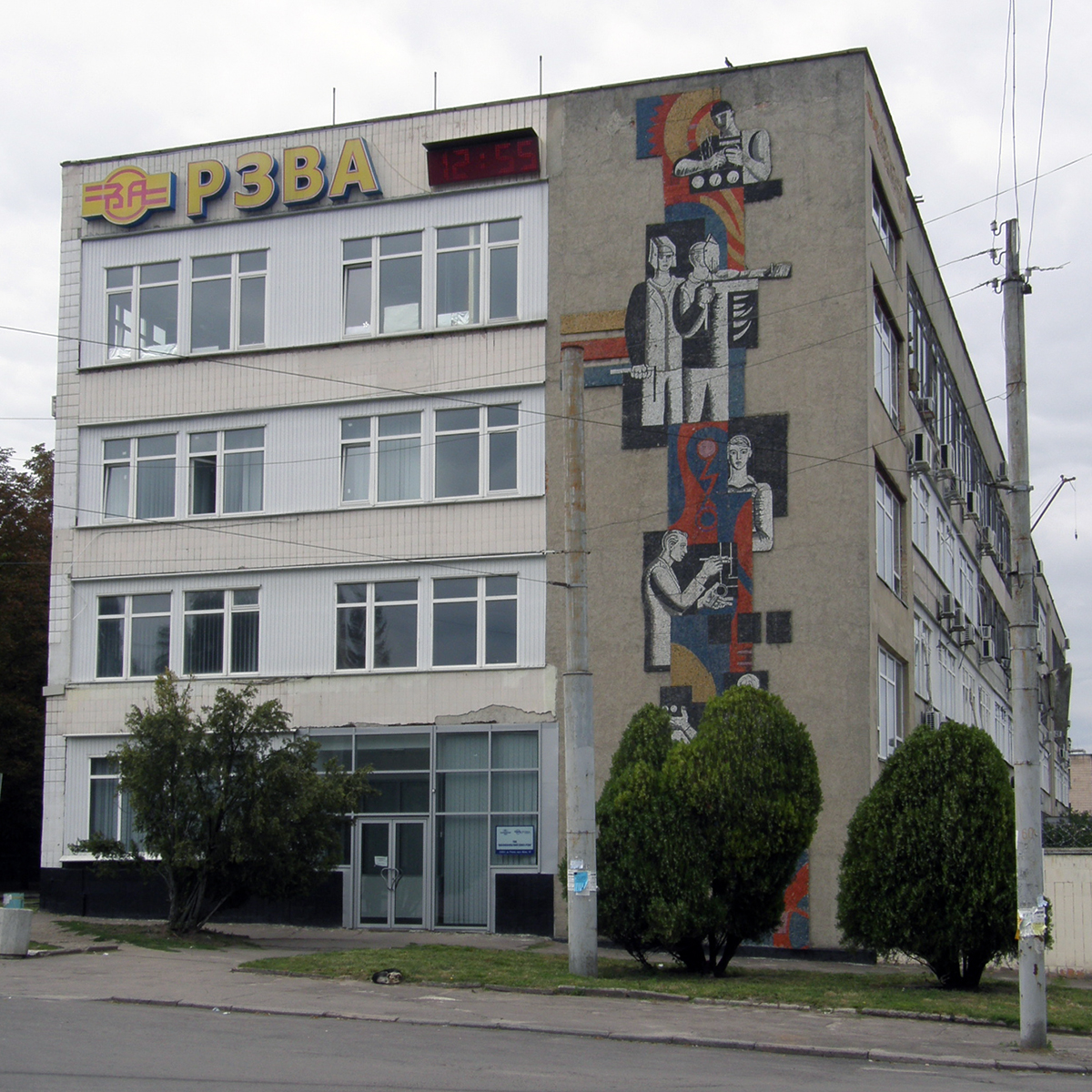
инструментальный цех РЗВА

## История
18 мая 1957 г. издаётся приказ № 273 Министерства электротехнической промышленности СССР, согласно которому на площадях базы «Укрстильторг» должно быть организовано электротехническое предприятие. В том же году на вновь организованном предприятии со штатом в 250 человек уже производится несложная электротехническая продукция: выключатели нагрузки, электрические предохранители, реостаты, блок-контакты.
- В 1958 г. начат выпуск масляных выключателей ВМГ-133 и ВН(П)-16.
- 1962—1964 гг. освоен выпуск масляных выключателей ВМП-35 и выключателей второго поколения ВМП-10К, причём при разработке этих выключателей некоторые конструктивные решения были признаны на уровне изобретений.
- 1964—1965 гг. завод участвует в разработке и поставке масляных выключателей на напряжение 35 кВ для Асуанской ГЭС (Египет). Началось производство выключателей ВМП-10П и ВМП35П.
- 1967—1968 гг. производство выключателей ВММ-10 и ВН-11.
- 1970 г. осваивается первого в СССР электромагнитного выключателя ВЭМ-6. Выпускается новая продукция ВМПП-10, ВМПЕ-10, ВС-6400, ВЕМ-6.
- 1972 г. по лицензии итальянской фирмы «Sace» начат выпуск электромагнитных выключателей, а в следующем году налаживается выпуск КРУ с электромагнитными выключателями (впервые в СССР).
- 1991 г. завод осваивает новый тип высоковольтных выключателей — вакуумный выключатель ВВЭ-10.
- 1994 г. государственное предприятие «РЗВА» акционируется и в том же году осваивается новые КРУ, начат выпуск блоков трансформаторных подстанций 6-110 кВ, блоков тяговых подстанций для железных дорог и производятся вакуумные выключатели 35 кВ и 27,5 кВ (для железных дорог).
- 1995 г. на части производственных площадей создаётся совместное производство с известной электротехнической компанией ABB.
- 1999 г. ABB продаёт свои активы в СП группе украинских предпринимателей.
- 2003 г. на заводе произведён монтаж современной линии эпоксидного литья и начат выпуск вакуумного выключателя 35 кВ с литыми из эпоксидного компаунда полюсами, а также различных деталей из эпоксидных материалов.
- 2004 г. происходит слияние активов ОАО «РЗВА» и ОАО «Нижнетуринский электроаппаратный завод», в результате чего был образован российско-украинский холдинг ЗАО «Высоковольтный союз» с главным офисом в г. Екатеринбург.

В том же году в Афганистане запущена подстанция 110/20 кВ, которую спроектировал и построил РЗВА.
- 2005 г. поставлен на производство вакуумный выключатель наружной установки на напряжение 35 кВ со встроенными трансформаторами тока и кремнеорганической изоляцией полюсов.